# Hradecká brána (Opava)
Hradecká brána (dříve Hvozdnická) je zaniklá opavská městská brána, která stávala v místech, kde ústí Ostrožná ulice do sadů Svobody, a tvořila součást městského opevnění. Nacházela se v části Město.

## Historie a popis
Přesná doba výstavby brány není známa, nicméně k tomu došlo pravděpodobně později než u ostatních městských bran, zřejmě ve druhé polovině 13. nebo na počátku 14. století. Za jejím vznikem stojí rozvoj zástavby jižní části centra města a s tím spojeného vybudování Ostrožné ulice, která umožňovala přístup na Horní náměstí cestou od jihozápadu. Vlastní brána se skládala ze dvou branských věží. Starší z nich vznikla před rokem 1372, kdy je poprvé zmiňována v písemných pramenech, a stávala v linii hlavní hradby. Výstavba mladší věže je spojená s vybudováním parkánové hradby na konci 14. století. V 16. století, při zdokonalování branského systému, přibyl barbakan s třetí branskou věží a kamenného mostu se střílnami. Během posledních úprav v letech 1626–1627 došlo k vybudování bastionového opevnění a s tím spojeného zemního ravelinu. V následujících letech byl komplex pouze udržován, nedocházelo již k jeho úpravám. Později už nebyl ani udržován a v jeho prostorách vyrůstala druhotná obytná zástavba. Od roku 1829 docházelo k postupné demolici jednotlivých částí. Posledním dochovaným pozůstatkem je Schinzelův dům.